# أزمة الحكومة الإيطالية 2019

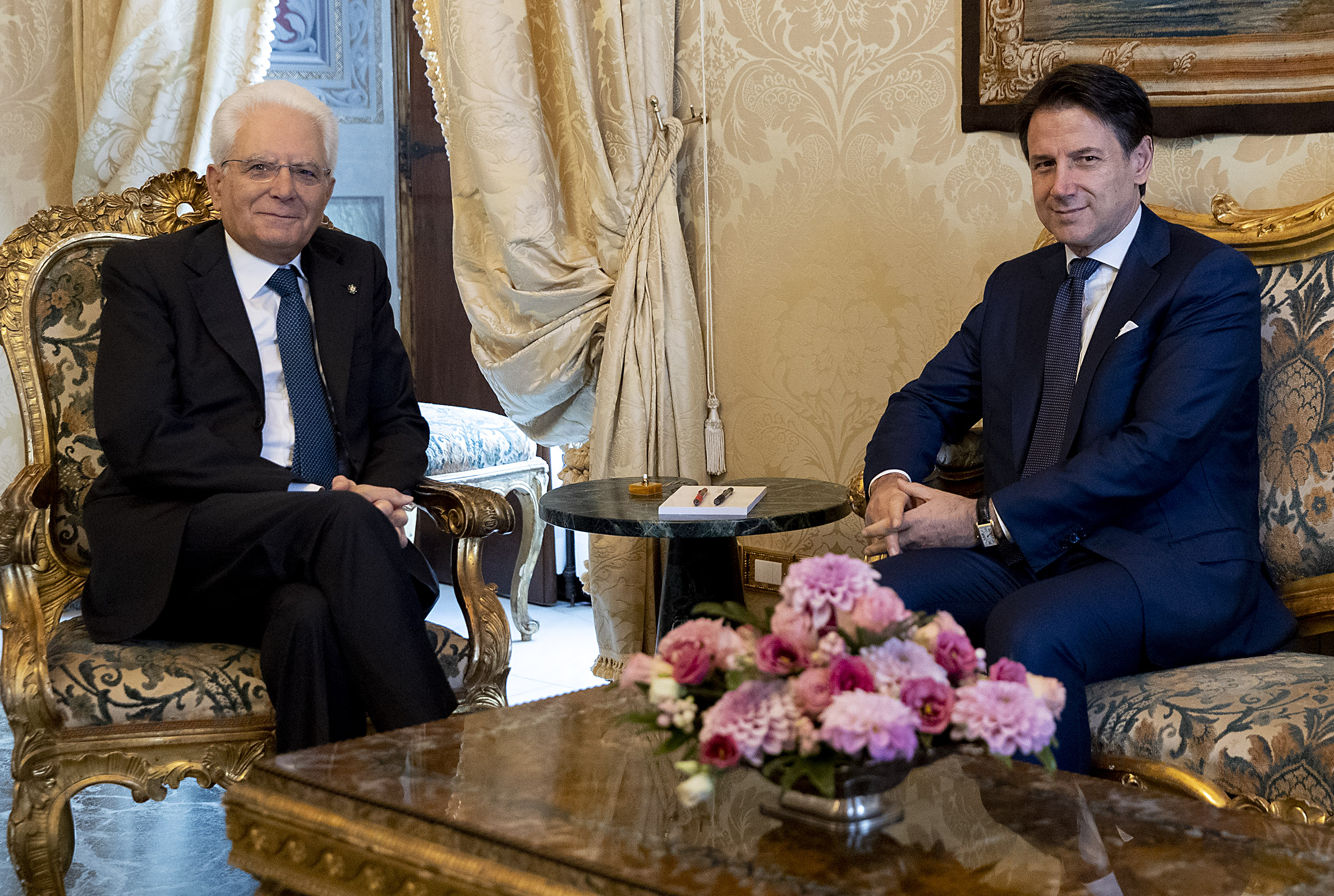
كونتي مع الرئيس سيرجيو ماتاريلا في قصر كويرينال في أغسطس 2019.

أزمة الحكومة الإيطالية 2019 كان حدثًا سياسيًا في إيطاليا وقع بين أغسطس وسبتمبر 2019. ويتضمن الأحداث التي أعقبت إعلان وزير الداخلية وزعيم رابطة الشمال ماتيو سالفيني أنه سيلغي دعم الرابطة لمجلس الوزراء ويطلب من رئيس الجمهورية الدعوة إلى انتخابات مبكرة. أثار هذا استقالة رئيس الوزراء جوزيبي كونتي، وأسفر عن تشكيل حكومة جديدة بقيادة كونتي نفسه.

## خلفية
في الانتخابات العامة الإيطالية 2018 لم تفز أي مجموعة سياسية أو حزب بأغلبية مطلقة مما أدى إلى برلمان معلق. في 4 مارس فاز تحالف يمين الوسط الذي برزت فيه رابطة ماتيو سالفيني كقوة سياسية رئيسية بأغلبية المقاعد في مجلس النواب ومجلس الشيوخ، في حين أن حركة النجوم الخمسة بقيادة أصبح لويجي دي مايو مناهضة للحزب الذي حصل على أكبر عدد من الأصوات. جاء تحالف يسار الوسط بقيادة ماتيو رينزي في المركز الثالث. ونتيجة لذلك كان من الضروري إجراء مفاوضات مطولة قبل تشكيل حكومة جديدة.
أسفرت المحادثات بين حركة النجوم الخمسة ورابطة الشمال عن اقتراح ما يسمى بـ «حكومة التغيير» تحت قيادة الأستاذ الجامعي جوزيبي كونتي أستاذ القانون المقرب من النجوم الخمسة. بعد بعض المشاحنات مع الرئيس سيرجيو ماتاريلا أدى مجلس وزراء كونتي الذي وصفته وسائل الإعلام «أول حكومة شعبوية بالكامل» في أوروبا الغربية اليمين في 1 يونيو.

### الأزمة السياسية
في أغسطس 2019 أعلن نائب رئيس الوزراء سالفيني اقتراحًا بحجب الثقة عن كونتي، بعد تزايد التوترات داخل الأغلبية. جاء تحرك سالفيني مباشرة بعد تصويت في مجلس الشيوخ بشأن التقدم المحرز في خط سكة حديد تورينو-ليون فائق السرعة، حيث صوتت الرابطة ضد محاولة النجوم الخمسة لعرقلة أعمال البناء. يعتقد العديد من المحللين السياسيين أن اقتراح سحب الثقة كان محاولة لفرض انتخابات مبكرة لتحسين مكانة الرابطة في البرلمان، مما يضمن أن يصبح سالفيني رئيس الوزراء القادم. في 20 أغسطس بعد المناقشة البرلمانية التي اتهم فيها كونتي سالفيني بقسوة بأنه انتهازي سياسي «تسبب في الأزمة السياسية لخدمة مصلحته الشخصية فقط»، استقال رئيس الوزراء من منصبه إلى الرئيس سيرجيو ماتاريلا.

## تشكيل الحكومة
في 21 أغسطس بدأ ماتاريلا المشاورات مع جميع الكتل البرلمانية. في نفس اليوم افتتح الاتجاه الوطني للحزب الديمقراطي رسميًا أمام مجلس الوزراء مع حركة الخمس نجوم على أساس المؤيدين لأوروبا والاقتصاد الأخضر والتنمية المستدامة ومكافحة عدم المساواة الاقتصادية وسياسة الهجرة الجديدة. مع ذلك أدت المحادثات مع الرئيس ماتاريلا إلى نتيجة غير واضحة، وبالتالي أعلن ماتاريلا عن جولة ثانية من المشاورات في 27 أو 28 أغسطس.
في الأيام التي سبقت الجولة الثانية بدأت مواجهة بين الحزب الديمقراطي والنجوم الخمسة بينما أعلن اليساريون الحرة والمتساوية أنهم سيدعمون تحالف الحزبين المحتملة. في 28 أغسطس أعلن زعيم حزب الديمقراطيين نيكولا زينغاريتي في قصر كويرينال موقفه الإيجابي بشأن تشكيل حكومة جديدة برئاسة جوزيبي كونتي. في نفس اليوم استدعى ماتاريلا كونتي إلى قصر كويرينال في 29 أغسطس لمنحه مهمة تشكيل حكومة جديدة.
في 1 سبتمبر أيد مؤسس النجوم الخمسة بقوة تحالفًا مع الحزب الديمقراطي، واصفًا ذلك بأنه «مناسبة فريدة» لإصلاح البلاد. بعد يومين في 3 سبتمبر صوت أعضاء حركة الخمس نجوم على ما يسمى «منصة روسو» لصالح اتفاقية مع الديمقراطيين تحت رئاسة الوزراء جوزيبي كونتي بأكثر من 79٪ من الأصوات من ما يقرب من 80.000 ناخب.

### التصويت
في 9 سبتمبر 2019 منح مجلس النواب الثقة للحكومة بأغلبية 343 صوتًا مقابل 263 صوتًا وامتناع 3 عن التصويت. في اليوم التالي تم تأكيد الثقة في مجلس الشيوخ بأغلبية 169 صوتًا مقابل 133 ضدها.